# Kiggaella oryzae
Kiggaella oryzae är en stekelart som beskrevs av T.C. Narendran 2005. Kiggaella oryzae ingår i släktet Kiggaella och familjen finglanssteklar. Inga underarter finns listade i Catalogue of Life.